# Сан-Андрес (Сантандер)
Сан-Андрес (исп. San Andrés) — город и муниципалитет в северо-восточной части Колумбии, на территории департамента Сантандер. Входит в состав провинции Гарсия-Ровира.

## История
Поселение, из которого позднее вырос город, было основано монахом-доминиканцем Хосе де лас Касасом 30 ноября 1760 года. Муниципалитет Сан-Андрес был выделен в отдельную административную единицу в 1937 году.

## Географическое положение

Муниципалитет Сан-Андрес

Город расположен в восточной части департамента, в горной местности Восточной Кордильеры, на расстоянии приблизительно 41 километра к юго-востоку от города Букараманги, административного центра департамента. Абсолютная высота — 1626 метров над уровнем моря.
Муниципалитет Сан-Андрес граничит на севере и северо-западе с территорией муниципалитета Гуака, на западе — с муниципалитетом Сепита, на юго-западе — с муниципалитетом Курити, на юге — с муниципалитетом Молагавита, на юго-востоке— с муниципалитетом Малага, на востоке — с муниципалитетом Консепсьон, на северо-востоке — с муниципалитетом Серрито. Площадь муниципалитета составляет 278 км².

## Население
По данным Национального административного департамента статистики Колумбии, совокупная численность населения города и муниципалитета в 2015 году составляла 8540 человек.
Динамика численности населения муниципалитета по годам:
| 2005 | 2006 | 2007 | 2008 | 2009 | 2010 | 2011 | 2012 | 2013 | 2014 | 2015 |
| ---- | ---- | ---- | ---- | ---- | ---- | ---- | ---- | ---- | ---- | ---- |
| 9783 | 9627 | 9496 | 9377 | 9249 | 9132 | 9004 | 8884 | 8774 | 8660 | 8540 |

Согласно данным переписи 2005 года мужчины составляли 51,3 % от населения Сан-Андреса, женщины — соответственно 48,7 %. В расовом отношении белые и метисы составляли 99,9 % от населения города; негры, мулаты и райсальцы — 0,1 %.
Уровень грамотности среди всего населения составлял 88,8 %.

## Экономика
Основу экономики Сан-Андреса составляет сельское хозяйство.
54,4 % от общего числа городских и муниципальных предприятий составляют предприятия торговой сферы, 24,2 % — предприятия сферы обслуживания, 20 % — промышленные предприятия, 1,4 %— предприятия иных отраслей экономики.

## Транспорт
Через город проходит национальное шоссе № 55ST (исп. Ruta Nacional 55ST).